# Anna Brunner
Anna Brunner (* 1972 in Zürich als Anna Weber) ist eine Schweizer Geigerin.

## Leben als Musikerin
Anna Brunner begann bereits im Kindesalter mit dem Geigenspiel. Ihre musikalische Grundbildung erhielt sie zunächst von ihrem Vater Rudolf Weber (Bratschist) und ihrer Mutter Elisabeth Weber-Erb. Ihre akademische Ausbildung im Fach Violine erhielt sie dann am Konservatorium Winterthur mit dem Abschluss „Lehrdiplom“ 1992 und bei Thomas Füri an der Musik-Akademie der Stadt Basel mit dem Abschluss „Konzertreifediplom“ 1995. Sie besuchte Meisterklassen unter anderem bei Isaac Stern, bei Walter Levin vom LaSalle String Quartet und Hatto Beyerle vom Alban Berg Quartett.
Gemeinsam mit ihrer jüngeren Schwester Maja Weber gründete sie 1987 das Amar Quartett. Das Quartett gewann 1998 und 1999 mehrere Preise bei Wettbewerben. 1999 wurden dem Amar Quartett von der Stiftung Habisreutinger leihweise zwei Violinen, eine Bratsche und ein Cello aus der Werkstatt von Antonio Stradivari überlassen. Nachdem Maja Weber dieses Quartett verlassen hatte, wurden diese Instrumente vom Stradivari Quartett übernommen.
Ausser im Amar Quartett musiziert Anna Brunner auch in anderen Formationen der Kammermusik. Auf ihrer Website nennt sie einige ihrer Kammermusikpartner, darunter Shaun Choo, Benjamin Engeli und Christopher Hinterhuber (jeweils Klavier), Christoph Croisé (Violoncello), Bernhard Röthlisberger (Klarinette) und das Jungman & Sancho Tango Duo. Ausserdem gibt sie Privatunterricht für Geigenschüler und Meisterkurse für Kammermusiker.

## Weitere Aktivitäten und Privates
Anna Brunner interessiert sich für alternative Heilmethoden und Entspannungstechniken. Sie arbeitet als Hypnosetherapeutin und ist Mitglied im Schweizerischen Berufsverband für Hypnosetherapie.
Sie begeistert sich für Fotografie, vom Handwerk bis zum Porträtbild und zur Makrofotografie. Sie bietet sich als Fotografin für private Feiern an. Ihre Kreativität verwirklicht sie auch bei ihren Hobbys Basteln, Stricken, Nähen und Dekoration der Wohnung.
Anna Brunner hat vier Kinder. Sie lebt in Hünibach am Thunersee im Kanton Bern.